# Freddy Danneel
Freddy Danneel (Oostende, 12 december 1929 – Roeselare, 10 september 2008) was een Belgisch kunstschilder en beeldhouwer. Hij gebruikte de vorm “d’Anneel” als kunstenaarsnaam.
Hij kreeg zijn opleiding aan de Koninklijke Academie voor Schone Kunsten van Brussel (bij J. Ransy, Fernand Deboinnares en Charles Verhasselt) en schilderde voornamelijk naaktfiguren en religieuze thematiek. Zijn sculpturen zijn ook hoofdzakelijk naaktfiguren. Hij werd lesgever aan de École d’Arts Plastiques et Visuels in Ukkel, waar hij onder anderen Peter Permeke (°1965) (achterkleinzoon van Constant Permeke) als leerling had.
Danneel woonde tot 1988 in Terhulpen en daarna in Nieuwkapelle-Diksmuide in de Westhoek. Tijdens zijn verblijf in de Westhoek schilderde hij talloze landschapsaquarellen.

## Verzamelingen
- Oostende, Mu.ZEE (Kunstmuseum aan Zee) (ex verz. Museum voor Schone Kunsten Oostende)